# Гопник
Гопник (рус. го́пник) је погрдан стереотип који описује одређену поткултуру у Русији, Украјини, Бјелорусији, као и у неким другим бившим совјетским земљама. Термин је везан за младог човјека или жену, који углавном припада нижој класи, станује у приградским крајевима (обично испод 25 година живота). За њих се најчешће веже и низак степен образовања, као и низак или никакав прилив новчаних средстава. Назив за женског припадника овог друштва је „гопница” (рус. го́пница), а термин који означава више припадника овог друштва је „гопота” (рус. гопота́). Гопничка поткултура своје коријене вуче још из Руске Империје, али је у многим градовима Совјетског Савеза еволуирала током 20. вијека.

## Етимологија
Појам „гопник” је највјероватније настао од руског назива за уличну пљачку (рус. Гоп-стоп).
Такође, могуће је да термин вуче коријене из скраћенице „ГОП”, која у слободном преводу с руског језика значи „градско удружење љубави”. Према рјечнику објашњења руских појмова, ријеч „гопник” се може повезати и са руским глаголом „гопати”, што у преводу на српски језик значи „спавати на улици”.

## Стереотипи везани за изглед и понашање
Гопници су често представљени као људи који чуче на разним мјестима и површинама; испред зграда, школа, игралишта и других сличних објеката. Чучање је посљедица вјежбања одређених „гопника” који су боравили у затвору; на тај начин су избјегавали сједење на хладним површинама.
Гопници се најчешће могу видјети одјевени у Адидас тренерке, са препознатљивим трима тракама, које су постале веома популарне током Олимпијских игара 1980. године у Москви, јер су их тада носили спортисти Совјетског Савеза. Омиљене грицкалице су им сјеменке сунцокрета, нарочито код украјинских и руских гопника. Такође, често носе равне капе — сличне чувеним италијанским капама, као и Адидас руксаке, торбе и слично.
Гопници се често вежу за јефтин алкохол, као што је вотка лошег квалитета, свијетло пиво и јефтине цигарете.